# The Laws of Scourge
The Laws of Scourge è il terzo album studio della band black metal brasiliana Sarcófago, pubblicato nel 1991 per la Cogumelo Records.

## Tracce

### Side A
01 The Laws of Scourge - 03:29
02 Piercings - 05:00
03 Midnight Queen - 06:19

### Side B
04 Screeches from the Silence - 03:51
05 Prelude to a Suicide - 03:56
06 The Black Vomit - 02:26
07 Secrets of a Window - 06:43

## Formazione
Wagner "Antichrist" Lamounier - voce e chitarra
Geraldo "Gerald Incubus" Minelli - basso
Fabio "Jhasko" - chitarra
Lucio Olliver - batteria